# Arnoud I van Guînes
Arnoud I van Guînes (overleden te Newington in 1169) was van 1142 tot aan zijn dood graaf van Guînes. Hij behoorde tot het huis Gent.

## Levensloop
Arnoud was de zoon van burggraaf Wenemar II van Gent en diens echtgenote Gisela, zus van graaf Manasses I van Guînes.
Na de dood van zijn schoonbroer Manasses brak er een successieoorlog uit in het graafschap Guînes. Hierbij streden Arnoud en zijn echtgenote Gisela tegen Beatrix van Bourbourg, de kleindochter en erfgenaam van Manasses, en haar echtgenoot, de Engelse edelman Alberic le Sanglier. Ondanks het bevel van graaf Diederik van Vlaanderen bleef Arnoud zijn strijd voortzetten, waardoor Diederik als straf het burggraafschap Gent confisqueerde na het overlijden van Arnouds vader Wenemar II. Ondanks alles bleef Arnoud doorzetten. Nadat Alberic le Sanglier werd teruggeroepen naar Engeland, veroverde hij Ouderwijk en het fort dat Alberic in Aumerval had laten bouwen. Toen Beatrix van Bourbourg in 1142 stierf, werd Arnoud na vijf jaar strijd de rechtmatige graaf van Guînes.
Als graaf van Guînes was Arnoud weldoener van talrijke kerken. Ook schafte hij de tol af die reizigers moesten betalen als ze door het graafschap reisden.
Tijdens een verblijf in Engeland werd Arnoud in 1169 ernstig ziek. Kort daarna stierf hij in Newington, waarna zijn lichaam naar Frankrijk werd overgebracht en bijgezet werd in het hospitaal van Saint-Inglevert.  

## Huwelijk en nakomelingen
Arnoud was gehuwd met Mahaut (1115-?), dochter van burggraaf Willem II van Saint-Omer. Ze kregen volgende kinderen:
- Boudewijn II (1135-1205), graaf van Guînes
- Willem
- Manasses
- Zeger
- Arnoud
- Margaretha, huwde eerst met Eustache de Fiennes, daarna met burggraaf Rogier van Kortrijk
- Beatrix (1140-?), huwde met A. de Crésecques, baanderheer van het graafschap Artesië

Arnoud en Mahaut hadden nog zes andere dochters, maar hun namen zijn onbekend.